# Letter to Nipsey
Letter to Nipsey è un singolo del rapper statunitense Meek Mill, pubblicato il 27 gennaio 2020 sulle etichette Maybach Music Group e Atlantic Records.

## Descrizione
Il brano, che vede la partecipazione del rapper statunitense Roddy Ricch, è un omaggio a Nipsey Hussle, che è stato ucciso in una sparatoria il 31 marzo 2019 a Los Angeles, in California.

## Promozione
La canzone è stata presentata dai due interpreti per la prima volta nell'ambito degli annuali Grammy Awards in concomitanza con la sua uscita.

## Tracce
Testi e musiche di Nikolas Papamitrou, Robert Williams e Rodrick Moore.
1. Letter to Nipsey (feat. Roddy Ricch) – 2:47

## Formazione
Musicisti
- Meek Mill – voce
- Roddy Ricch – voce aggiuntiva

Produzione
- Papamitrou – produzione
- Derek "MixedByAli" Ali – missaggio
- Zachary Acosta – assistenza al missaggio
- Nicolas de Porcel – mastering
- Anthony Cruz – registrazione
- Chris Dennis – registrazione

## Classifiche
| Classifica (2020) | Posizione massima |
| ----------------- | ----------------- |
| Stati Uniti       | 73                |